# Eleonora Lahti
Valborg Eleonora Lahti, ogift Vestin, född 4 oktober 1958 i Själevads församling i Västernorrlands län, är en svensk kristen sångerska.
Eleonora Lahti växte upp i Överhörnäs utanför Örnsköldsvik. Hennes musikala bana innefattar flera årtionden. Under flicknamnet Eleonora Vestin blev hon känd som solist i den långlivade programserien Hela kyrkan sjunger (Sveriges Television) som med Margit Borgström i spetsen sändes från Umeå pingstkyrka på 1970- och 1980-talen. Hon har sedan varit lovsångsledare och solist i många olika kristna sammanhang, bland annat som musikledare vid Livets Ord i Uppsala. På senare år har hon medverkat i kristna TV-kanalen Kanal 10 och vid tältmöten på Löttorps camping.
Hon medverkar i olika former, både som upphovsman och sångerska, på ett flertal skivinspelningar, bland annat från Hela kyrkan sjunger och från Livets ord. Hon har också gett ut egna albumen Nya tider (1988) och Tider av förändring (2015), den senare med egna sånger både på engelska och svenska. Musikstilen är soul, pop och visa.
Utbildad vid Umeå universitet är hon också ämneslärare vid Livets ords kristna skolor, där hon undervisar i matematik och kemi.
Eleonora Lahti är sedan 1986 gift med byggföretagaren Curt Lahti (född 1962).

## Diskografi i urval
- 1979 – Nytt liv, Pingstkyrkan (Örnsköldsvik), ungdomskören, medverkar som Eleonora Vestin[8]
- 1981 – Hela kyrkan sjunger (3), Margit Borgström[9]
- 1985 – Gospel Trumpet, Leffe Pettersson, medverkar som Eleonora Westin med en solosång[10]
- 1985 – Dra ut i glädje, Livets ords sångteam, medverkar som kompositör och textförfattare (Eleonora Vestin)[11]
- 1988 – Nya tider, Deborah Music, Eleonora Lahti[6]
- 1992 – Vi har hört trumpeten ljuda, Livets ords församling, kör och solister[12]
- 1993 – 10 år med Livets ord[13]
- 2008 – Vilda & värdiga, Livets ord, som textförfattare[14]
- 2015 – Tider av förändring, Eleonora Lahti[4]
- 2015 – Seasons of change, Eleonora Lahti